# Tratto ascendente

La “parte ascendente” è la parte del carattere che si estende oltre la linea mediana.

In tipografia, un tratto ascendente è la parte di una lettera dell'alfabeto latino che si estende al di sopra della linea mediana di un font; la misura di questa dimensione è detta anche parte ascendente o occhio superiore. È, in altre parole, la parte del carattere che ha un'altezza maggiore dell'altezza della x (in inglese x-height).
I tratti ascendenti, insieme con i tratti discendenti, aumentano la riconoscibilità delle parole. Per questo motivo, i segnali stradali britannici avendo la necessità di essere letti velocemente non sono scritti con sole lettere maiuscole.